# Валентини, Николас
Никола́с Валенти́ни (исп. Nicolás Valentini; род. 6 апреля 2001, Хунин, Буэнос-Айрес) — аргентинский футболист, защитник клуба «Фиорентина».

## Клубная карьера
Валентини — воспитанник клуба «Бока Хуниорс». 8 мая 2021 года в матче против «Патронато» он дебютировал в аргентинской Примере. В 2022 году Валентини на правах аренды перешёл в «Альдосиви». 11 февраля в матче против «Велес Сарсфилд» он дебютировал за новый клуб. 9 октября в поединке против «Бока Хуниорс» Николас забил свой первый гол за «Альдосиви». По окончании аренды игрок вернулся в «Боку». 29 июля 2023 года в поединке против «Индепендьенте» Николас забил свой первый гол за клуб.  